# Predator

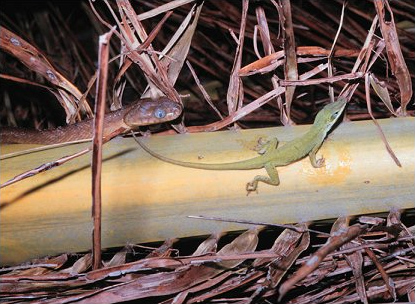
Een slang jaagt op een anolis

Predator of natuurlijke vijand is in de ecologie de aanduiding voor een dier, dat zijn dierlijke prooi actief bejaagt om die te doden. Dit wordt predatie genoemd. Een 'toppredator' of 'apexpredator' is een predator aan de top van de voedselketen of een voedselpiramide. Predatoren zijn carnivoor, evenals aaseters.
In de taxonomie zijn veel soorten jagende zoogdieren bij de Carnivora, de  orde van de roofdieren ingedeeld. Er zijn echter veel meer groepen dieren die op andere dieren jagen, bijvoorbeeld de roofinsecten, de roofvogels en de roofvissen. Veel insectensoorten, bijvoorbeeld de bidsprinkhanen en mieren, eten hun prooi levend op. Amfibieën zijn insectivoor, evenals veel reptielen. Alle spinnen zijn insectenetende predators, al is er anno 2012 één vegetarische uitzondering bekend. Bekende roofvissen zijn haaien, piranha's, barracuda's en snoeken. Een aantal roofdieren wordt als omnivoor of aaseter geclassificeerd, afhankelijk van de hoeveelheid plantaardig of dood materiaal op hun menu.
Parasieten zijn geen predatoren, hoewel ze zich met levende dieren voeden. Parasieten zijn namelijk afhankelijk van het voortbestaan van hun gastheer. Een parasitoïde onderscheidt zich van een predator doordat de parasitoïde hooguit één enkele gastheer doodt.
Predatoren kunnen een gunstig effect hebben op de diversiteit aan soorten. Wanneer een roofdier een van twee concurrerende prooidiersoorten bejaagt, heeft de zwakkere soort, die niet of minder bejaagd wordt, ook kansen zich te handhaven. Die zwakkere soort zou zich niet kunnen handhaven zonder predator, dus is die predator in dat opzicht nuttig. Zeesterren eten bijvoorbeeld mosselen, waardoor eendenmosselen en algen zich kunnen handhaven.